# Nakš-e Džahan
Trg Nakš-e Džahan (persijski: ميدان نقش جهان, Mejdani nakš-e džahan sa značenjem: „Trg slike sveta”), poznat i kao Imamov trg (میدان امام) i Šahov trg (میدان شاه), je kvadratni trg u središtu grada Isfahana u Iranu. Izgrađen je od 1598. do 1629. godine, okružen izuzetnim građevinama iz vremena kada su Persijom vladali Safavidi, te veličinom od 160 x 508 metara (89.600 m²) je jedan od najvećih trgova na svetu. Zbog toga je upisan u Uneskov spisak mesta svetske baštine u Aziji i Okeaniji 1979. godine.

## Istorija
Kada je 1598. godine Abas  odlučio da premestiti prestonicu Persijskog carstva iz Kazvina u grad u središtu države, Isfahan, započeo je najveći persijski urbanistički pothvat: potpuna izgradnja novog grada. Odabrao je ovaj grad zbog kultiviranog poljoprivrednog područja reke Zadžanderud ( زاینده رود za „Davateljica života”) u kojem se nalazio, ali i zbog zaštite prestonicu od napada Osmanlija i Uzbeka s kojima je ratovao, te zbog želje da ovlada Persijskim zalivom kojim su do tada dominirali holandski i britanski trgovci Istočnoindijske kompanije.. Još jedan od važnih razloga za osnivanjem nove prestonice je bilo jačanje centralne vlasti, jer je pre Abasa I Persija bila decentralizovana i različite državne institucije (poput vojske Kizilbaša) su se u različitim pokrajinama carstva borile za vlast.
Glavni arhitekt ovog kompleksa bio je Šejh Bahai koji se koncentrisao na želju Abasa I da s obe strane avenije Čahar Bag ( چهارباغ za „četiri vrta”) smesti najvažnije gradske institucije, kao što su rezidencije stranih diplomata, a koja vodi do trga Nakš-e Džahan. Genijalnost ovog sveobuhvatnog trga je bila u tome što je sada Abas I imao tri glavne vlasti Persijskog carstva u svom ličnom dvorištu: verske poglavare u glavnoj državnoj džamiji Masdžedi Šahu, trgovinu na najvećem državnom tržnom mestu, Carskom bazaru, i naravno njegovo sedište carstva u palati Ali Kapu.
Tokom vladavine Abasa I, Isfahan je postao kosmopolitski grad s trajnom populacijom Turaka, Gruzijaca, Armenaca, Indijaca, Kineza i sve većeg broja Evropljana. Sam trg je tokom dana bio ispunjen šatorima trgovaca, zabavljača, a vlasnici trgovina su čak plaćali vodonoše da dele posetiocima besplatnu vodu i kriške dinja. Noću bi se trgovci povukli i trg prepuštali dervišima, žonglerima, lutkarima, akrobatama i prostitutkama.
Trg se nekada koristio i kao dvorsko igralište za polo, a danas se povremeno koristi za javne svečanosti i festivale, kao što je godišnja proslava Novruza, persijske nove godine.

## Odlike
Trg je zamišljen kao veliko kvadratno mesto za okupljanje velikog broja ljudi i trgovinu robama iz celog sveta, na koji se ulazilo kroz Carski bazar, dvospratnu natkrivenu pijacu na severu.
Središnja građevina na trgu je Šahova džamija (مسجد امام, Mesdžidi Šah) koja je zamenila stariju Džamiju Džameh na južnoj strani trga. Ona ima najveću kupolu u gradu, s jedne strane ima medresu, gde su se prepisivale knjige, a sa druge zimsku džamiju gde su se vernici molili tokom lošeg vremena. Ulaz s trga joj nije u istoj osi kao ostatak džamije, jer je trg okrenut prema stranama sveta, a džamija prema kibli u Meki.
Džamija šejha Lotfalaha ( مسجد شيخ لطف الّله, Mesdžidi Lotf-olah) se nalazi na istočnoj strani trga i ona je bila dvorska i haremska džamija, te zbog toga je manja od Šahove džamije i nema minarete. Tek nakon što je otvorena za javnost ukazao se njen dekor od glazirane opeke koji je raskošniji od onog u Šahovoj džamiji.
Palata Ali Kapu (عال‌قاپو, ali je arapski za „uzvišeni”, a kapu je turski za „portal”) se proteže od monumentalnog paviljona s uzdignutim tremom na zapadnoj sredini trga, sve do avenije Čahar Bag. Veliki kvadratni paviljon koji svojom otvorenom terasom s masivnim drvenim stubovima gleda na trg je visok 48 metara i ima šest spratova. Najveća prostorija je na šestom spratu i ovde su persijski vladari zabavljali važne goste i inostrane veleposlanike.
Carski bazar je jedan od najstarijih i najvećih na Bliskom istoku. Iako je većinom izgrađen za vreme Safavida, posebno njegov dva kilometra dug nadsvođen hodnik koji ga povezuje s Novim gradom, njegovi najstariji delovi potiču iz vremena kada su vladali Seldžuci.

## Galerija
- Ajvan (portal) Šahove džamije
- Unutrašnjost palate
- Trgovina tepisima u bazaru

## Literatura
- E. Galdieri and R. Orazi: Progetto di sistemazione del Maydan-i Šāh (Rome, 1969)
- E. Galdieri: ‘Two Building Phases of the Time of Šāh ‛Abbas I in the Maydān-i Šāh of Isfahan: Preliminary Note’, E. & W., n. s., xx (1970), pp. 60–69
- H. Luschey: ‘Der königliche Marstall in Iṣfahān und Engelbert Kaempfers Planographia des Palastbezirkes 1712’, Iran, xvii (1979), pp. 71–9
- E. Galdieri: ‘Esfahan e la Domus Spectaculi Automatorum’, Proceedings of the First European Conference of Iranian Studies, Societas Iranologica Europaea: Turin, 1987, ii, pp. 377–88
- A. Jabalameli: ‘Meidan Eman en Isfahán’, Patrimonio Mundial, xix (2000), pp. 20–31
- Rothman, E. Nathalie (2015). Brokering Empire: Trans-Imperial Subjects between Venice and Istanbul. Cornell University Press. ISBN 978-0801463129.

## Spoljašnje veze
- Nakš-e Džahan na Google Mapsu
- Džamija šejha Loftalaha Dokumentarac u režiji Manouchehra Tayyaba (15 min)